# 5982 Polykletus
5982 Polykletus eller 4862 T-1 är en asteroid i huvudbältet som upptäcktes den 13 maj 1971 av den nederländsk-amerikanske astronomen Tom Gehrels och det nederländska astronomparet Ingrid van Houten-Groeneveld och Cornelis Johannes van Houten vid Palomarobservatoriet. Den är uppkallad efter den grekiske skulptören Polykleitos.
Asteroiden har en diameter på ungefär 5 kilometer.